# UFC 289
UFC 289: Nunes vs. Aldana（ユーエフシー・ツーエイティナイン：ヌネス・バーサス・アルダナ）は、アメリカ合衆国の総合格闘技団体「UFC」の大会の一つ。2023年6月10日、ブリティッシュコロンビア州バンクーバーのロジャーズ・アリーナで開催された。

## 大会概要
本大会は王者アマンダ・ヌネスと挑戦者アイリーン・アルダナによるUFC世界女子バンタム級タイトルマッチが組まれた。

## 試合結果

### アーリープレリム
第1試合 女子ストロー級 5分3R
○  ディアナ・ベルビタ vs.  マリア・オリベイラ ×
3R終了 判定3-0（30-27、30-27、29-28）
第2試合 フライ級 5分3R
○  スティーブ・エルセグ vs.  ダビッド・ドボジャーク ×
3R終了 判定3-0（29-28、29-28、30-27）

### プレリミナリーカード
第3試合 フェザー級 5分3R
○  カイル・ネルソン vs.  ブレイク・ビルダー ×
3R終了 判定3-0（30-27、30-27、29-28）
第4試合 バンタム級 5分3R
○  アイマン・ザハビ vs.  アオリ・チロン ×
1R 1:04 KO（左フック→パウンド）
第5試合 女子フライ級 5分3R
○  ジャスミン・ジャスダビシアス vs.  ミランダ・マーベリック ×
3R終了 判定3-0（29-28、29-28、29-28）
第6試合 ミドル級 5分3R
－  ナッソーディン・イマボフ vs.  クリス・カーティス －
2R 3:04 ノーコンテスト（偶発的なバッティング）

### メインカード
第7試合 ミドル級 5分3R
○  マルク＝アンドレ・バリオー vs.  エリク・アンダース ×
3R終了 判定3-0（30-27、30-27、30-27）
第8試合 フェザー級 5分3R
○  ダン・イゲ vs.  ネイト・ランドワー ×
3R終了 判定3-0（29-28、29-28、30-27）
第9試合 ウェルター級 5分3R
○  マイク・マロット vs.  アダム・フューギット ×
2R 1:06 ギロチンチョーク
第10試合 ライト級 5分3R
○  チャールズ・オリベイラ vs.  ベニール・ダリウシュ ×
1R 4:10 TKO（パウンド）
第11試合 UFC世界女子バンタム級タイトルマッチ 5分5R
○  アマンダ・ヌネス vs.  アイリーン・アルダナ ×
5R終了 判定3-0（50-44、50-44、50-43）
※ヌネスが王座の初防衛に成功。

### 各賞
ファイト・オブ・ザ・ナイト：マルク＝アンドレ・バリオー vs. エリク・アンダース
パフォーマンス・オブ・ザ・ナイト：チャールズ・オリベイラ、マイク・マロット、スティーブ・エルセグ
各選手にはボーナスとして5万ドルが授与された。

### カード変更
負傷などによるカードの変更は以下の通り。